# ティフォージュ
ティフォージュ （Tiffauges）は、フランス、ペイ・ド・ラ・ロワール地域圏、ヴァンデ県のコミューン。

## 地理
県北東部に位置し、メーヌ＝エ＝ロワール県と接している。ショレからサン・ジャン・ド・モンへ向かう県道753号線が面積を貫いている。レ・ゼルビエとは18km、モンテーギュとは16km、ショレとは20km離れている。ティフォージュにて、セーヴル・ナンテーズ川とクリュム川が合流する。

## 歴史

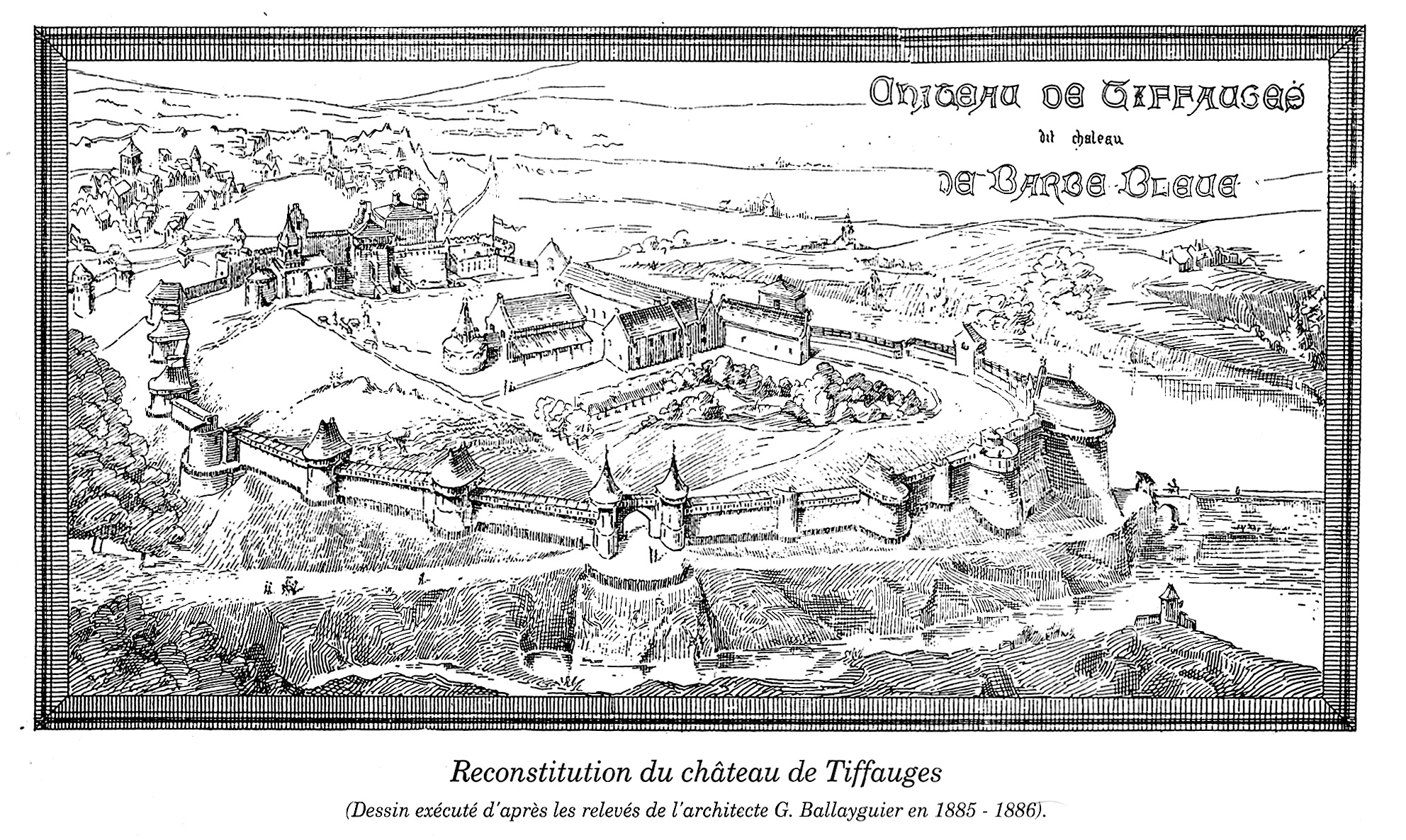
かつてのティフォージュ城

ティフォージュは、ゲルマン人またはサルマタイ人発祥とされるタイフェリ人（fr:Taïfales）に由来する。タイフェリ人は、ローマから野蛮な民族とみなされ、5世紀に確立したローマ帝国の防衛に組み込まれた。彼らが西ゴート族とともにガリアに到達したのは412年である。
11世紀のティフォージュはトゥアール子爵領に属し、12世紀にはジョフロワ・ド・トゥアールがこの地に城を築いた。村はクリュム川沿い、塔を備えた城壁に守られた、岩の露頭のふもとにあった。
1420年、ティフォージュはジル・ド・レと結婚したカトリーヌ・ド・ティフォージュの持参金の1つとなった。15世紀終わりには、ティフォージュ領主はアンボワーズ家が継承するトゥアール子爵領に組み込まれた。ジャンヌ・ダルクと並んで戦った時代の後、ティフォージュに隠遁したジル・ド・レはそこで子どもたちの殺害に手を染めた。彼は死刑を宣告され絞首刑にされた。カトリーヌ・ド・トゥアールは当時シャルトル伯であったジャン2世・ド・ヴァンドームと再婚した。1520年には門の上に塔が建設され、ジャン2世にちなみヴィダム塔と名付けられた。
城は1569年に焼失し、1626年に勅令によって解体された。
1793年9月19日、ヴァンデ戦争でヴァンデ軍最後の勝利となったトルフーの戦いで、城は役割を担った。

## 人口統計
| 1962年 | 1968年 | 1975年 | 1982年 | 1990年 | 1999年 | 2008年 | 2013年 |
| ------ | ------ | ------ | ------ | ------ | ------ | ------ | ------ |
| 1027   | 1052   | 1121   | 1188   | 1208   | 1328   | 1463   | 1607   |

参照元:1962年から1999年まで人口の2倍カウントなし。1999年までEHESS/Cassini、2004年以降INSEE